# Leontij Kaleri
Leontij Fedorowytsch Kaleri (ukrainisch Леонтій Федорович Калері, russisch Леонтий Фёдорович Калери Leonti Fjodorowitsch Kaleri) war von 1797 bis 1800 Bürgermeister von Mariupol.

## Geschichte
Er wurde als Sohn eines gebürtigen Griechen, Thedoros Kaleria, geboren. Von 1797 bis 1800 war er Bürgermeister. Von 1803 bis 1809 war er gewählter Gemeinderatsvorsitzender von Mariupol.

## Auszeichnungen
1832 erhielt er eine Auszeichnung von der Universität in Charkiw sowie 1833 von der in Odessa, 1839 vom Bildungsministerium und gleichzeitig wurde ihm die Auszeichnung für tadellosen Dienst für 15 Jahre verliehen.